# Cal Poly Pomona Broncos

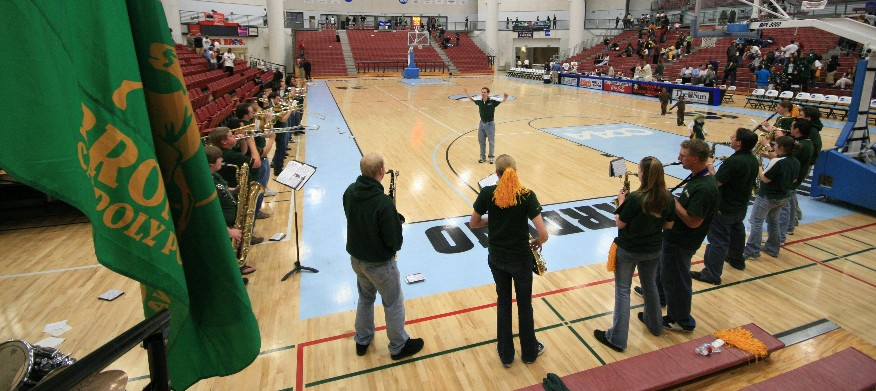
La banda de música de los Broncos

Cal Poly Pomona Broncos, también conocidos como Cal Poly Broncos (español: los broncos de la Estatal Politécnica de California en Pomona) es el nombre de los equipos deportivos de la Universidad Estatal Politécnica de California, situada en Pomona, California. Los equipos de los Broncos participan en las competiciones universitarias organizadas por la NCAA, y forman parte desde 1967 de la CCAA.

## Programa deportivo
Los Broncos compiten en 5 deportes masculinos y en otros 5 femeninos:
| - Masculino - Baloncesto - Fútbol - Béisbol - Cross - Atletismo | - Femenino - Baloncesto - Fútbol - Voleibol - Cross - Atletismo |

## Palmarés

### Campeonatos nacionales de la NCAA (14)
Cal Poly Pomona ha ganado campeonatos nacionales de la Division II de la NCAA en los siguientes deportes:
| Deporte              | títulos | Temporadas                   |
| Béisbol masculino    | 3       | 1976, 1980, 1983             |
| Baloncesto masculino | 1       | 2010                         |
| Baloncesto femenino  | 5       | 1982, 1985, 1986, 2001, 2002 |
| Cross masculino      | 1       | 1983                         |
| Tenis femenino       | 4       | 1980, 1981, 1991, 1992       |
| Total                | 14      |                              |

## Instalaciones deportivas
- Kellogg Gym es el pabellón donde disputan sus competiciones los equipos de baloncesto y voleibol. Tiene una capacidad para 3.000 espectadores y fue inaugurado en 1968, sufriendo una profunda remodelación en 2010.[1]

- Kellogg Field es el estadio donde disputan sus encuentros los equipos de fútbol y el atletismo. Tiene una capacidad para 2.500 espectadores sentados.[1]